# Skullclub
Skullclub er et dansk punk-rockband dannet i 2007. Gruppen består af Troels Bjorholm (vokal), Kristian Klærke (lead guitar), Andreas Steinmeyer (bas), Ali Jablonowsky (guitar), Christoffer Skau (banjo) og Simon Møller Andersen (trommer). Deres debutplade Gamle ar og nye tænder, udkom i 2014. Smækhugger, der er deres seneste udgivelse, udkom i 2019.

## Historie
Bandet blev etableret i slutningen af 2007 i Kolding, under navnet Skullclub Motorshock. Senere blev den sidste del af navnet fjernet. Gruppen bestod af Troels Bjorholm (vokal), Jacob Skov Mikkelsen (guitar), Ole Møller (Ollie Kenivel) (bas), og Niels Bobs (trommer).
Bandet indspillede deres første demo EP i 2007, som indeholder fire spor. Nummeret "Hi-Fi Riot" fik en del opmærksomhed, og blev fremført på tv-kanalen DR 2, i forbindelse med et program om det danske punk-rock miljø.
I 2011 udgav bandet deres første EP, Død og kritte. Af anmelder Carsten Meedom blev musikken kaldt: "en svedig omgang power rock’n’roll af den befriende, beskidte og ligefremme facon.", og han uddelte otte ud af 10 stjerner. Især første single med titelnummeret "Død og kritte" fik opmærksomhed, da dette blev afspillet på radiostationerne DR P4 og DR P6.
I januar 2013 varmede gruppen op for punk-rockbandet Dropkick Murphys.
Den 6. april samme år kom bandets anden udgivelse, da Klyng dem op blev sendt på gaden som CD og digitalt. På albummets femte nummer, "Elefanter på en mandag" medvirker Pernille Leeloo som solovokal på indledningen, da det kun er hende og banjospillet fra Morten Husted man høre, inden Skullclub tager over. Efter udgivelsen tog Skullclub på en længere koncertturné. Én af koncerterne i august 2013 blev beskrevet af heavymetal.dks anmelder Anders Olesen som: "Energisk punk rock der føles som en møgbeskidt støvle i ansigtet."
Skullclub udgav den 4. november 2013 en ny single med navnet "Ama'r halshug". Dette var første single til bandets debutalbum.
Bandets første album i fuldlængde udkom i 2014 under navnet 'Gamle Ar og Nye Tænder.
I slutningen af november 2015 udsendte de julesangen "Sving Dine Dadler", hvor Viggo Sommer fra De Nattergale sang med. Sangen fik otte ud af ti point på musiksiden Heavymetal.dk.
I 2019 udkom albummet Smækhugger, der er bandets fjerde studiealbum. Første single til dette album udkom under navnet "Se Skt. Pauli Og Dø".
Gruppen har gennem tiden udskiftet nogle medlemmer. Således blev Ole Møller (Ollie Kanivel) i 2015 erstattet af Christian Christensen (Pibs) fra bandet Sedated Angel. Jonas Quist fra gruppen Maja og De Sarte Sjæle som deltog i Dansk Melodi Grand Prix 2020 blev tilføjet i 2016. I 2018 blev Christoffer Skau afløst på guitar af Ali Jablonowsky fra Death Metal Bandet The Tombless. Christoffer Skau er dog tilbage i Skullclub, denne gang på Banjo i stedet for Morten Husted (der har spillet med Helge Engelbrecht på Mariehaven i Ansager) og Andreas Oxholm. De seneste ændringer i besætningen er; Christian Christensen som er blevet erstattet af Andreas Steinmeyer, som også har spillet trommer i punkbandet Kalik, på bas. Thomas Ebdrup som har spillet trommer i Skullclub fra begyndelsen er blevet afløst af Simon Møller Andersen fra punkbandet Rock Hard Power Spray og Jonas Quist som er blevet erstattet af guitaristen Kristian Klærke fra bl.a. bands som Black City og Black Book Lodge.

## Medlemmer
Nuværende medlemmer
- Troels Bjorholm - vokal
- Kristian Klærke - guitar
- Andreas Steinmeyer - bas
- Christoffer Skau - guitar, banjo og mandolin
- Simon Møller Andersen - trommer
- Ali Jablonowsky - guitar

Tidligere medlemmer
- Ole Møller (Ollie Kenivel)
- Morten Husted (guitar, banjo og mandolin)
- Christian Christensen (Pibs) (bas)
- Thomas Ebdrup (trommer)
- Andreas Oxholm (banjo)
- Jonas Quist - guitar

## Diskografi

### Albummer
| 2011 | Død og kritte          | — |  |
| 2013 | Klyng dem op           | — |  |
| 2014 | Gamle Ar og Nye Tænder | — |  |
| 2019 | Smækhugger             | — |  |
| 2024 | Kaptajn Overdrive      | — |  |
| "—" markerer en udgivelse der ikke opnåede en hitlisteplacering eller ikke er udgivet i det pågældende område. |                        |   |  |

### Demoer og ep'er
- Skullclub Motorshock (2007)
- Død Og Kritte (2011)
- Klyng Dem Op (2013)

### Singler
- 2011 "Død og kritte"
- 2013 "Ama'r halshug"
- 2015 "Sving Dine Dadler" feat. Viggo Sommer
- 2017 "Se St. Pauli Og Dø"
- 2024 "667"